# Время сумасшедших влюблённых
«Время сумасшедших влюблённых» (хинди ज़माना दीवाना, Zamaana Deewana) — индийский фильм, снятый режиссёром Рамешем Сиппи и вышедший в прокат 28 июля 1995 года. В главных ролях снялись Шахрух Хан и Равина Тандон. Джитендра и Шатругхан Сингха исполнили роли родителей. Анупам Кхер и Прем Чопра сыграли второстепенные роли. Фильм провалился в прокате.

## Сюжет
Сурадж и Лала были хорошими друзьями пока не попались в сети интриг злобного Сундара, из-за которого Лала думает, что его жена умерла и во всём виноват Сурадж. Они становятся заклятыми врагами и создают хаос в городе. Комиссар полиции имеет двух психологов-криминалистов: Камдев Сингх и Шалини, которые разрабатывают план, состоящий в том, чтобы познакомить и заставить полюбить друг друга сына Сураджа Рахула и дочь Лалы Прию, в надежде примирения врагов.

## В ролях
- Шахрух Хан — Рахул Сингх
- Равина Тандон — Прия Мальхотра
- Джитендра — Маданлал Мальхотра, отец Прии
- Шатругхан Синха — Сурадж Пратап Сингх, отец Рахула
- Анупам Кхер — Камдев Сингх, психолог
- Киран Джунеджа — Шалини Шривастав
- Прем Чопра — комиссар полиции
- Тинну Ананд — Сундар
- Нилима Азим — Ниша
- Бина — Сарита Мальхотра
- Ашиф Шейх — Бобби

## Саундтрек
Вся музыка написана дуэт композиторов Надим-Шраван.
| №  | Название                          | Исполнители                   | Длительность |
| -- | --------------------------------- | ----------------------------- | ------------ |
| 1. | «Zamaana Deewana Ho Gaya»         | Винод Ратход, Сапна Мукерджи  | 5:55         |
| 2. | «Neend Kise Chain Kahan»          | Кумар Сану, Алка Ягник        | 6:10         |
| 3. | «For Ever 'N' Ever»               | Кумар Сану, Алка Ягник        | 6:09         |
| 4. | «O Rabba»                         | Удит Нараян, Сапна Авасти     | 8:05         |
| 5. | «Zamaane Ko Ab Tak Nahi»          | Абхиджит, Алка Ягник          | 5:02         |
| 6. | «Soch Liya Maine Aye Mere Dilbar» | Винод Ратход, Алка Ягник      | 6:17         |
| 7. | «For Ever 'N' Ever» (Sad)         | Кумар Сану, Алка Ягник        | 2:01         |
| 8. | «Rok Sake To Rok»                 | Винод Ратход                  | 5:15         |
| 9. | «Parody»                          | Алиша Чинай, Бали Брахмабхатт | 6:04         |